# Clusia phelpsiae
Clusia phelpsiae là một loài thực vật có hoa trong họ Bứa. Loài này được Lasser & Maguire mô tả khoa học đầu tiên năm 1950.